# Saint-Basile (Quebec)
Saint-Basile es una ciudad de la provincia de Quebec, Canadá. Está ubicada en el condado regional de Portneuf y a su vez, en la región administrativa de la Capitale-Nationale. Hace parte de las circunscripciones electorales de Portneuf a nivel provincial y de Portneuf a nivel federal.

## Geografía
Saint-Basile se encuentra ubicada en las coordenadas 46°45′00″N 71°49′00″O / 46.75000, -71.81667. Según Statistics Canada, tiene una superficie total de 98,20 km² y es una de las 1135 municipalidades en las que está dividido administrativamente el territorio de la provincia de Quebec.

## Demografía
Según el censo de 2011, había 2463 personas residiendo en esta ciudad con una densidad poblacional de 25,1 hab./km². Los datos del censo mostraron que de las 2560 personas censadas en 2006, en 2011 hubo una disminución poblacional de 97 habitantes (-3,8%). El número total de inmuebles particulares resultó de 1179 con una densidad de 12,01 inmuebles por km². El número total de viviendas particulares que se encontraban ocupadas por residentes habituales fue de 1118.